# Wolfgang Peters (piragüista)
Wolfgang Peters (Schwerte, 3 de julio de 1948) es un deportista alemán que compitió para la RFA en piragüismo en la modalidad de eslalon. Es padre de la también piragüsta Violetta Oblinger-Peters.
Ganó seis medallas en el Campeonato Mundial de Piragüismo en Eslalon entre los años 1967 y 1973.

## Palmarés internacional
| Campeonato Mundial | Campeonato Mundial                 | Campeonato Mundial | Campeonato Mundial |
| Año                | Lugar                              | Medalla            | Competición        |
| ------------------ | ---------------------------------- | ------------------ | ------------------ |
| 1967               | Lipno nad Vltavou (Checoslovaquia) | Medalla de oro     | C1 individual      |
| 1967               | Lipno nad Vltavou (Checoslovaquia) | Medalla de bronce  | C1 por equipos     |
| 1969               | Bourg-Saint-Maurice (Francia)      | Medalla de oro     | C1 individual      |
| 1969               | Bourg-Saint-Maurice (Francia)      | Medalla de oro     | C1 por equipos     |
| 1971               | Merano (Italia)                    | Medalla de plata   | C1 por equipos     |
| 1973               | Muotathal (Suiza)                  | Medalla de bronce  | C1 por equipos     |